# توم كريستنسن (كاتب)
توم كريستنسن (بالدنماركية: Tom Kristensen)‏ هو ناقد أدبي وصحفي وكاتب وشاعر دنماركي، ولد في 4 أغسطس 1893 في لندن في المملكة المتحدة، وتوفي في 2 يونيو 1974 في Thurø ‏ في الدنمارك.

## وصلات خارجية
- توم كريستنسن على موقع الموسوعة البريطانية (الإنجليزية)
- توم كريستنسن على موقع ميوزك برينز (الإنجليزية)